# Nan Geng
Nán Gēng (chinesisch 南庚) (* ? v. Chr.; † 1409 v. Chr.) herrschte als sechzehnter oder siebzehnter König der Shang-Dynastie über China.

## Leben
In den Aufzeichnungen des Großen Historikers wurde er von Sima Qian als siebzehnter Shang-König aufgeführt, als Nachfolger seines Cousins Zu Ding. Er wurde im Jahr des Bingchen (丙辰) inthronisiert. Seine Hauptstadt war Bi (chinesisch 庇, in heutiger Provinz Henan). Im dritten Jahr seiner Herrschaft verlegte er seine Hauptstadt nach Yan (chinesisch 奄, in heutiger Provinz Shandong). Er regierte etwa 29 Jahre lang, bevor er starb. Er erhielt posthum den Namen Nan Geng und wurde von dem Sohn seines Cousins Yang Jia abgelöst.
Orakelknochen, die in Yinxu ausgegraben wurden, halten alternativ fest, dass er der sechzehnte Shang-König war.